# Masindi
Masindi is de hoofdplaats van het district Masindi in het westen van Oeganda.
Masindi telde in 2002 bij de volkstelling 25.515 inwoners.